# A.S.D. Casteldebole Panigal 1919
Associazione Sportiva Dilettantistica Casteldebole Panigal 1919 là một câu lạc bộ bóng đá Ý đến từ Borgo Panigale, một vùng ngoại ô của Bologna. Câu lạc bộ được thành lập vào năm 1919 với tên Socà Sportiva Panigal. Năm 1939, câu lạc bộ đã đổi tên thành Socà Sportiva Panigale và sau đó thành Associazione Calcio Panigale.
Trong mùa giải 1942-43 Serie C, câu lạc bộ đã về nhì và sau khi tham gia Campionato Alta Italia 1944, được nhận vào Serie B-C Alta Italia năm 194546. Câu lạc bộ, tuy nhiên, đã xếp cuối cùng và ngay lập tức xuống hạng Serie C. Trong mùa giải 1947-48, câu lạc bộ đã hoàn thành vị trí thứ 10 tại Serie C và do cải tổ chức vô địch, đã bị xuống hạng Promozione, không bao giờ xuất hiện trong giải đấu chuyên nghiệp nữa. Trong những năm 60, câu lạc bộ đã lấy lại cái tên ban đầu.
Năm 2007, câu lạc bộ sáp nhập với ASD Casteldebole 1966, thay đổi tên của nó thành hiện tại.